# Coenosia perspicua
Coenosia perspicua este o specie de muște din genul Coenosia, familia Muscidae, descrisă de Huckett în anul 1934.
Este endemică în Montana. Conform Catalogue of Life specia Coenosia perspicua nu are subspecii cunoscute.